# Hermann Elgnowski
Hermann Elgnowski (* 7. September 1830 in Neidenburg, Masuren; † 31. Dezember 1895 in Berlin) war ein deutscher Richter. – Ferdinand Gregorovius hatte einen gleichnamigen Neffen (1860–1936). 

## Leben
Elgnowski studierte an der Albertus-Universität Königsberg Rechtswissenschaft und wurde 1848 Mitglied der Silber-Litthuania. 1851 gehörte er neben Otto von Oehlschläger und August Wittich zu den Gründern des Corps Baltia Königsberg. Er war zeichnete sich als Consenior aus und wurde Ehrencorpsbursch. Nach dem Examen und der Auskultatorausbildung war er Kreisrichter im Kreis Goldap. 1871 wurde er zum Kreisgerichtsrat ernannt. Am 11. Juni 1878 wechselte er vom Kreisgericht Goldap an das Stadtgericht Berlin. Als Stadtgerichtsrat saß er in den Jahren nach der Deutschen Reichsgründung von 1873 bis 1876 im Preußischen  Abgeordnetenhaus. Baltia verlieh ihm am 16. Mai 1888 die Ehrenmitgliedschaft. Er starb mit 65 Jahren.

## Quelle
- Siegfried Schindelmeiser: Die Albertina und ihre Studenten 1544 bis WS 1850/51 und Die Geschichte des Corps Baltia II zu Königsberg i. Pr. (1970–1985). Erstmals vollständige, bebilderte und kommentierte Neuausgabe in zwei Bänden mit einem Anhang, zwei Registern und einem Vorwort von Franz-Friedrich Prinz von Preussen, herausgegeben von Rüdiger Döhler und Georg von Klitzing, München 2010, ISBN 978-3-00-028704-6.